# Tunnel des Balitres
Le tunnel des Balitres est un tunnel ferroviaire, international qui franchit la frontière entre la France et l'Espagne. Il est établi, sur la ligne française de Narbonne à Port-Bou (frontière) et sur la ligne espagnole de Barcelone à Gérone et Portbou. Long de 1 064 mètres, il traverse les Pyrénées, sous le Coll dels Belitres, entre les communes de Portbou, en Espagne, et de Cerbère en France.

## Situation ferroviaire
Le tunnel se situe entre les gares de Cerbère et de Portbou, sur la ligne française de Narbonne à Port-Bou (frontière) et sur la ligne espagnole de Barcelone - Gérone - Portbou.

## Histoire

### Tunnel international
Le projet de traversée ferroviaire de la frontière, entre la France et l'Espagne, au Coll dels Belitres, dit aussi col des Balitres, prend forme le 14 juin 1861, avec un décret déclarant d'utilité publique le chemin de fer de Port-Vendres à la frontière d'Espagne. Elle est néanmoins sujette à l'adoption, par une Commission internationale, d'une jonction avec le chemin de fer espagnol, par le col des Balitres. La ligne de Port-Vendres en Espagne est concédée le 11 juin 1863 à la Compagnie du Midi. L'administration approuve en 1866 le projet de tracé de la section de l'anse de Terrembou à la frontière : celui-ci passe notamment par le vallon de Cerbère avant d'arriver à l'« entrée du tunnel international  qui pénètre dans le col des Balitres. La longueur de ce souterrain, dans le territoire français, est de 480 mètres ».
Le tunnel des Balitres est construit en 1876, lors de la réalisation du dernier tronçon de la ligne de Narbonne à Port-Bou (frontière), entre Port-Vendres et Portbou, à la suite de l'accord signé en 1864 entre la France et l'Espagne.
Le tunnel est l'un des éléments de la frontière entre la France et l'Espagne. Les trains français s'arrêtent à la gare de Cerbère, dernière gare française, avant de traverser le tunnel sur la voie normale pour de nouveau marquer l'arrêt en gare de Port-Bou où a lieu le contrôle par la douane espagnole et le terminus du train, les voyageurs poursuivant leur voyage dans un train espagnol à voie large. De même les trains espagnols marquent l'arrêt à la gare de Port-Bou, dernière gare espagnole, puis traversent le tunnel dans leur train sur la voie large et arrive au terminus en gare de Cerbère où c'est les douaniers français qui contrôlent les voyageurs avant qu'ils ne changent de train pour poursuivre leur voyage sur le réseau à français à voie normale. En 1888 : 63 478 voyageurs sont entrés en France et 82 026 en sont sortis et sont entrés en Espagne. La part internationale, qui est la plus importante du trafic marchandises, se règle dans chacune des deux gares à l'entrée dans le pays ce qui impose des infrastructures importantes à Cerbère et à Port-Bou.
Du 28 janvier au 9 février 1939, pendant la Retirada, 35 000 réfugiés républicains espagnols traversent à pied le tunnel pour fuir les troupes nationalistes de Franco. Le 1er février 1939, une réfugiée espagnole a donné naissance à une fille dans ce tunnel en attendant son départ pour la France. La fille a survécu et a été signalée à la mairie de Cerbère, tandis que sa mère est décédée immédiatement après la naissance de fatigue.

## Caractéristiques
Deux voies passent dans le tunnel : une à écartement normal, pour les trains français, et une à écartement ibérique, pour les trains espagnols. La vitesse des trains, depuis la France, est limitée à 40 km/h ; depuis l'Espagne, elle est limitée à 90 km/h.
Il est doté de 6 fourneaux de minage (3 fourneaux près du point frontière et 3 fourneaux au niveau de son entrée côté Cerbère).

## Exploitation
Le tunnel, depuis la France, est traversé par des TER Occitanie, en provenance d'Avignon-Centre et de Perpignan, et à destination de Portbou, ou par d'autres TER en provenance de Portbou et à destination d'Avignon-Centre, de Toulouse-Matabiau et de Nîmes ; à cela s'ajoutent des Intercités de nuit, le week-end, en provenance de Paris-Austerlitz. Depuis l'Espagne, il est traversé par des trains de Rodalies de Catalunya (ligne R11), en provenance de Barcelone-Sants et à destination de Cerbère ou de Portbou.